# ادگاردو پراتولا
ادگاردو پراتولا (انگلیسی: Edgardo Prátola; ۲۰ مهٔ ۱۹۶۹ – ۲۸ آوریل ۲۰۰۲ (Aged 32)) بازیکن فوتبال اهل آرژانتین بود.
از باشگاه‌هایی که در آن بازی کرده‌است می‌توان به باشگاه لئون و باشگاه فوتبال استودیانتس اشاره کرد.